# سوق الكانتو (مسلسل)
سوق الكانتو مسلسل تلفزيوني مصري عُرض في عام 2023 على دي إم سي، المسلسل من تأليف هاني سرحان، ومن إخراج حسين المنباوي، ومن بطولة أمير كرارة، مي عز الدين، فتحي عبد الوهاب، محمود البزاوي، ثراء جبيل، مها نصار.

## قصة المسلسل
تدور أحداث المسلسل حول سوق الكانتو وحياة أهله وأهمهم طه القماش وعائلته من كبار تجار الأقمشة في السوق، والخلافات بينهم وبين التجار الآخرين، بالإضافة إلى راوية التي تقودها الظروف إلى السوق.

## طاقم التمثيل
- أمير كرارة: (طه)
- مي عز الدين: (راوية)
- فتحي عبد الوهاب: (رشاد)
- محمود البزاوي: (شحاتة)
- محمد عبد العظيم: (خليل افندي)
- ثراء جبيل: (عائشة)
- مها نصار: (فاطمة)
- عبد العزيز مخيون: (حسنين)
- ضياء عبد الخالق: (عوض)
- سلوى عثمان: (نبوية)
- شريف إدريس: (رجب)
- غفران محمد: (فُل)
- شيرين: (والدة راوية)
- إسلام حافظ: (حمدى)
- يسرا كرم: (قرنفل)
- ندى موسى: (دهب)
- طاهر الحكيم: (أمين)
- تامر نبيل: (عبد الغني)
- محمد مرزبان: (الخواجة)
- أحمد جمال سعيد: (غريب)
- أحمد علي: (علوان)
- أحمد صلاح حسني: (صالح)
- كمال أدهم: (رشدي الشماشرجي)
- نهى نبيل: (كاميليا)
- رانيا زهرة
- عاطف عمار
- مروان فارس

## فريق العمل
- إخراج: حسين المنباوي
- تأليف: هاني سرحان
- إنتاج: سينرجي للإنتاج الفني، تامر مرسي